# Faust (rockopera)
Faust - De Rockopera is een rockopera van Rudolf Volz. Het eerste deel ontstond in 1997, terwijl de vertaling van Faust II pas in 2003 plaatsvond. Het gaat om de vertaling van Faust. De tragedie het tweede deel in operavorm. Opmerkelijk is de strakke richtlijn bij het originele werk van Goethe.
De Opera wordt in heel Duitsland opgevoerd en ook in naburige landen. Met de slogan de "geschiedenis van de Duitsers op de berg van de Duitsers" wordt het momenteel op de Brocken uitgevoerd. Na meerdere CD's van zomer 2006 wordt de voorstelling nu ook op DVD uitgebracht.